# Sheena Easton
Sheena Easton, właśc. Sheena Shirley Orr (ur. 27 kwietnia 1959 w Bellshill) – szkocka piosenkarka, aktorka filmowa i teatralna.

## Dyskografia

### Albumy
- 1981 – Take My Time
- 1981 – Sheena Easton
- 1981 – You Could Have Been with Me
- 1982 – Madness, Money & Music
- 1983 – Best Kept Secret
- 1984 – A Private Heaven
- 1984 – Todo Me Recuerda a Ti (zrealizowana w wersji hiszpańskojęzycznej)
- 1985 – Do You
- 1987 – No Sound But a Heart
- 1988 – The Lover in Me
- 1991 – What Comes Naturally
- 1993 – No Strings
- 1995 – My Cherie
- 1997 – Freedom
- 1999 – Home
- 2000 – Fabulous

### Single
- 1980 –	"Modern Girl”
- 1980 –	"9 to 5” / „Morning Train”
- 1980 –	"One Man Woman”
- 1981 –	"Take My Time”
- 1981 –	"When He Shines”
- 1981 –	"For Your Eyes Only”
- 1981 –	"Just Another Broken Heart”
- 1981 –	"You Could Have Been With Me”
- 1982 –	"Try A Little Tenderness”
- 1982 –	"Machinery”
- 1982 –	"Are You Man Enough”
- 1982 –	"I Wouldn't Beg For Water”
- 1983 –	"We've Got Tonight” (duet z Kenny Rogersem)
- 1983 –	"Telefone (Long Distance Love Affair)”
- 1983 –	"Almost Over You”
- 1984 –	"Devil In A Fast Car”
- 1984 –	"Back In The City”
- 1984 –	"Strut”
- 1985 –	"Sugar Walls”
- 1985 –	"Swear”
- 1985 –	"Do It For Love”
- 1986 –	"Jimmy Mack”
- 1986 –	"So Far So Good”
- 1987 –	"Eternity”
- 1987 –	"U Got The Look”
- 1988 –	"The Lover In Me”
- 1989 –	"Days Like This”
- 1989 –	"101”
- 1989 –	"No Deposit, No Return”
- 1990 –	"Follow My Rainbow”
- 1989 –	"The Arms Of Orion” (z Princem)
- 1991 –	"What Comes Naturally”
- 1991 –	"You Can Swing It”
- 1991 –	"To Anyone”
- 1993 –	"The Nearness Of You”
- 1995 –	"My Cherie”
- 2000 –	"Giving Up Giving In"

## Filmografia
- 1987 – Policjanci z Miami jako Caitlin Davies
- 1994 – TekWar jako Warbride
- 1996 – Po tamtej stronie jako Melissa McCammon

### Role głosowe
- 1993 – David Copperfield jako Agnes Wickfield
- 2004 – Scooby Doo and the Loch Ness Monster jako Fionie Pembrooke
- 2008 – Fineasz i Ferb jako dziewczyna Dundersztyca